# Episodi di Silicon Valley (quinta stagione)
La quinta stagione della serie televisiva Silicon Valley, composta da 8 episodi, è stata trasmessa negli Stati Uniti d'America dal 26 marzo al 13 maggio 2018 sul canale via cavo HBO.
In Italia, l'intera stagione è stata resa disponibile il 7 giugno 2018 su Sky Box Sets.
| n° | Titolo                            | Prima TV USA   | Pubblicazione Italia |
| -- | --------------------------------- | -------------- | -------------------- |
| 1  | Grow Fast or Die Slow             | 26 marzo 2018  | 7 giugno 2018        |
| 2  | Reorientation                     | 1º aprile 2018 | 7 giugno 2018        |
| 3  | Chief Operating Officer           | 8 aprile 2018  | 7 giugno 2018        |
| 4  | Tech Evangelist                   | 15 aprile 2018 | 7 giugno 2018        |
| 5  | Facial Recognition                | 22 aprile 2018 | 7 giugno 2018        |
| 6  | Artificial Emotional Intelligence | 29 aprile 2018 | 7 giugno 2018        |
| 7  | Initial Coin Offering             | 6 maggio 2018  | 7 giugno 2018        |
| 8  | Fifty-One Percent                 | 13 maggio 2018 | 7 giugno 2018        |

## Grow Fast or Die Slow
- Diretto da: Mike Judge
- Scritto da: Ron Weiner

### Trama
Richard porta Jared, Dinesh e Gilfoyle ai nuovi uffici Pied Piper, ma, con loro grande delusione, scoprono che Richard per risparmiare sul budget ha trasferito gli uffici in una singola stanza non molto capiente, senza finestre. Jared lo convince a tornare sui suoi passi, dato che nessuno vorrebbe lavorare in un luogo così poco ospitale, dunque Richard prende degli uffici più adatti, ma sorge un altro problema: ormai è da un mese che non riescono ad assumere nessuno, a eccezione di tre soli programmatori, infatti Gavin, per il solo gusto di fare un torto a Richard, ha offerto un contratto di lavoro a tutti gli aspiranti programmatori che Pied Piper voleva assumere. Gavin intende lavorare al nuovo progetto, la "Scatola 2.0", ma i programmatori da lui assunti non sono entusiasti del progetto sottolineando che la nuova Internet decentralizzata di Richard renderà obsoleta la tecnologia della Hooli. Gavin scopre che molti dei prodotti da lui creati hanno fatto perdere più soldi alla società di quanti ne avrebbe dovuti guadagnare, ma i suoi dirigenti gli fanno notare i numerosi ordini della Scatola 2.0 che si rivela al momento il prodotto più remunerativo della compagnia. Richard e Jared per assumere personale decidono di acquisire la Optimoji, una compagnia che si avvia alla bancarotta, proponendo a Kyra, la CEO, di assumere solo dodici dei suoi trenta dipendenti. Durante la trattativa fa il suo arrivo Duncan, il CEO di Sliceline, un'app di successo per ordinare pizza veloce e economica: è proprio lui a rivelare a Kyra che Pied Piper ha difficoltà a trovare personale, quindi lei, capendo di avere il coltello dalla parte del manico, costringe Richard ad assumere tutti i suoi trenta dipendenti. Jian-Yang vorrebbe entrare in possesso di tutto quello che apparteneva a Erlich, quindi chiede un consiglio legale a Ron mostrandogli una lettera (palesemente falsa) di Erlich dove lui attesta di lasciare tutto a Jian-Yang. Ron gli spiega che lui non è l'avvocato di Erlich, ma solo il consulente legale di Pied Piper, di cui Erlich ha il 10% del pacchetto azionario, cosa che suscita l'interesse di Jian-Yang dato che Pied Piper in futuro potrebbe essere quotata per molto denaro. Ron gli spiega comunque che quella lettera potrebbe avere un valore legale solo se, in caso di decesso di Erlich, lui non abbia lasciato testamento, ma in ogni caso bisognerà provare la sua morte agli occhi della legge. Duncan e Kyra lanciano un colpo basso a Richard, infatti Duncan acquisisce Optimoji, e così Pied Piper è nuovamente senza dipendenti. Jian-Yang fa notare a Richard che Sliceline compra la pizza e la rivende in scatole con il loro logo, ma così con il cambio di scatola ci rimette in denaro. Richard, con apparenti intenzioni amichevoli, invita Duncan e Kyra a cena, ma poi rivela a Kyra che Duncan le aveva nascosto che Sliceline ci rimette con le ordinazioni (cinque dollari a ordinazione) a causa del costo del cambio di scatola, infatti l'idea di Duncan è quella di far sì che il team di Optimoji ottimizzi il flusso e la produzione. Richard informa entrambi che non avendo dipendenti ora userà il budget che era destinato ai loro salari per ordinare centinaia di pizze da Sliceline, che perderà sempre più denaro, fino a quando non finirà in rovina. Richard poi, dopo averla svalutata, farà un'offerta di acquisizione a ribasso e avrà alle sue dipendenze sia i programmatori della Sliceline che quelli della Optimoji e licenzierà Kyra e Duncan. Quest'ultimo minaccia di cancellare gli account di Richard così non accetteranno le sue ordinazioni, ma i pochi programmatori di Richard con una botnet hanno creato diversi account fasulli impossibili da rintracciare. Benché Monica non sia d'accordo con l'iniziativa di Richard, che ha assunto fin troppi dipendenti rischiando di ridurre le risorse, lei e Richard convincono Laurie che è stata una scelta giusta. Ora Pied Piper ha finalmente un gran numero di dipendenti, ma quando arriva per Richard il momento di fare un discorso ai suoi impiegati, si fa prendere dal panico e inizia a vomitare.

## Reorientation
- Diretto da: Mike Judge
- Scritto da: Carson Mell

### Trama
Jared propone di posticipare la data di inizio dei lavori per preparare i dipendenti preferendo investire più tempo per un corso di orientamento, spiegando a Richard che i nuovi dipendenti di Pied Piper devono imparare a stimarlo perché hanno bisogno di ispirarsi a lui, e non solo al progetto della nuova Internet. Richard non è d'accordo preferendo dunque iniziare con i lavori di programmazione, ma purtroppo scopre che Jared aveva ragione. I dipendenti assunti dalla Optimoji e da Sliceline non sono sulla stessa lunghezza d'onda, in quanto, benché Richard avesse dato direttive affinché i dipendenti della Optimoji si occupassero dello scheduler mentre quelli di Sliceline del run-time, i primi codificano in millisecondi, mentre quelli di Sliceline in nanosecondi. In seguito iniziano tutti a portare i loro cani in ufficio, creando il caos, tra l'altro indossano le divise delle loro vecchie compagnie, e non quella unica di Pied Piper, a dimostrazione del fatto che non si vedono come membri dello stesso team. Gavin vuole lanciare la sua nuova Scatola, marchiando la sua firma su essa, chiedendo ai suoi dipendenti di abbozzarne di diverse per vedere quale sia la migliore, e quella scelta, senza che Gavin se ne renda conto, somiglia a un pene. Dinesh compra una Tesla, ma Gilfoyle compra un veicolo fatiscente a energia elettrica e entrambi fanno a gara per contendersi il parcheggio migliore, tanto che Dinesh fa un incidente stradale che gli costa diciassettemila dollari di riparazioni. Jian-Yang va in tribunale portando un falso certificato di morte e le ceneri di Erlich (in realtà è un maiale che è stato cremato), quindi il giudice delibera che Jian-Yang sarà il beneficiario e l'esecutore testamentario di Erlich, entrando in possesso di tutto ciò che apparteneva a lui, solo quando avrà fatto fronte a tutti i pregressi di Erlich lasciati in sospeso; dunque, seppur con riluttanza, paga tutti i debiti di Erlich. Tutti i dipendenti di Pied Piper si licenziano, e Richard, comprendendo di non essere un motivatore ma solo un ingegnere informatico, decide di lavorare da solo al progetto riuscendo nell'incredibile: restando tutta la notte in ufficio, riesce quasi a completare il merge del run-time implementando da solo un gran numero di task, cosa che invece un'intera squadra avrebbe fatto in quattro giorni, e questo sorprende molti dei loro ex dipendenti che, rimanendo colpiti, sono tornati a lavorare per Pied Piper, indossando finalmente la divisa della società, perché finalmente sentono di far parte della stessa squadra. A causa dello stress Richard inizia a vomitare, poi sbatte contro la vetrata del suo ufficio, finendo in ospedale dove resta privo di sensi per sei ore. Purtroppo, all'insaputa di tutti, un dipendente di Pied Piper, Jeff, è in realtà una talpa della Hooli. Quando Richard, Dinesh e Gilfoyle tornano all'incubatore, scoprono che Jian-Yang ha fatto cambiare la serratura e li ha cacciati via, buttando la loro roba sul marciapiede, essendo ora lui il proprietario dell'abitazione.

## Chief Operating Officer
- Diretto da: Jamie Babbit
- Scritto da: Carrie Kemper

### Trama
Adesso che non ha più una casa, Richard si trasferisce da Jared, mentre Dinesh va a stare da Jeff, essendo all'oscuro del fatto che lui è una talpa della Hooli. Jared e Richard vanno a una festa alla villa di Dana, un ex collega di lavoro di Jared che ora è diventato un uomo d'affari di successo. Lì Richard conosce Ben Burkhart, il direttore operativo di Dana, con tanto di master al MIT, con cui fa amicizia. Proprio come Richard, anche lui ha sempre condiviso una visione di una Internet decentralizzata. Successivamente i due si danno appuntamento per discutere, ed effettivamente Ben da diverso tempo non trova più molto appagante lavorare per Dana, offrendo a Richard la possibilità di farsi assumere alle sue dipendenze. Jeff fa ubriacare Dinesh e quest'ultimo gli rivela che Gilfoyle aveva hackerato i frigoriferi intelligenti: Jeff lo riferisce a Gavin, che fa pressioni sulla società che li fabbrica, la Seppen, affinché faccia causa a Pied Piper. Ben suggerisce a Richard di far ricadere tutta la colpa su Gilfoyle, dato che Richard non lo aveva mai autorizzato ad hackerare quei frigoriferi, in modo che sia Gilfoyle a subire una causa civile e una penale. Jared è dell'opinione che Richard stia sbagliando, tra l'altro Ben si rivela una persona meschina, in quanto, dopo aver lanciato il sasso, nasconde la mano dicendo a Dana che Richard gli ha fatto pressioni affinché lavorasse per lui. Gilfoyle smonta completamente il frigorifero intelligente di Jian-Yang e capisce che è impossibile che possano aver scoperto che lui li aveva hackerati, dato che aveva rimosso tutti i codici. Inoltre, esaminando i firmware, capisce che i frigoriferi sono programmati per ascoltare ogni conversazione e inviare dati a un cloud. Richard viene convocato a una riunione indetta da Jared e Gilfoyle, a cui prendono parte anche i rappresentanti della Seppen, informandoli che hanno scoperto dei file-audio che i frigoriferi intelligenti inviano al cloud benché, secondo i termini di utilizzo, dovrebbero solo limitarsi a caricare i dati di utilizzo dei frigoriferi. Per evitare problemi, dato che quelle dei frigoriferi intelligenti sono intercettazioni illegali, accettano l'offerta di Jared: la tecnologia Pied Piper verrà implementata nei loro sistemi, riducendo i costi dei server e migliorando la sicurezza dei frigoriferi, ma loro faranno cadere le accuse. L'accordo viene accettato, e i rappresentanti della Seppen rivelano che la causa legale era stata fatta su esortazione di Gavin. Richard decide di non assumere Ben, dando invece a Jared la carica di direttore operativo, e Gilfoyle fa notare a Richard, Dinesh e Jared che, se la Seppen non sapeva che li avevano hackerati, allora Gavin può averlo saputo solo da una talpa che lavora alle dipendenze di Pied Piper.

## Tech Evangelist
- Diretto da: Jamie Babbit
- Scritto da: Josh Lieb

### Trama
Grazie a Gilfoyle, che ha usato un software dell'NSA, Jared ha scoperto che è Jeff la talpa analizzando le varie e-mail criptate che inviava, dunque vanno a casa sua spiegandogli che, oltre al licenziamento, rischia di finire in prigione per aver violato l'accordo vincolante di non divulgazione del suo contratto di lavoro. Per evitare che Gavin sappia che loro ora sono a conoscenza delle sue strategie, Jeff non viene licenziato, ma viene punito continuando a frequentare malvolentieri Dinesh che lui a stento sopporta. Richard convince vari rappresentanti di diverse compagnie specializzate in vari settori dell'informatica a collaborare con Pied Piper alla realizzazione della nuova Internet decentralizzata che si chiamerà "PiperNet". Monica e Laurie riescono a includere tra i vari partner anche una società di videogiochi, la K-Hole, ma, quando il loro CEO scopre che un altro dei partner di Richard, Deedee, CEO di un sito di incontri gay, è un cristiano (cosa che non è vista di buon occhio nella Silicon Valley), inizia a manifestare incertezza nel voler lavorare con Richard. Jared scopre che Big Head non aveva mai spedito i documenti che attestavano lo scioglimento della società che lui e Erlich avevano messo in piedi, quindi legalmente è lui a ereditare tutto ciò che apparteneva a Erlich, dunque Jian-Yang non ha diritto né al 10% delle azioni di Pied Piper né alla casa. Jared informa Richard che uno sceriffo si occuperà dello sfratto esecutivo di Jian-Yang dall'incubatore. Nonostante Richard fosse intenzionato a difendere Deedee, quest'ultimo gli dice che ha accettato un'altra offerta da Jian-Yang, il quale ha lasciato la Silicon Valley intento a creare pure lui una nuova Internet decentralizzata avendo ricopiato i loro codici.

## Facial Recognition
- Diretto da: Gillian Robespierre
- Scritto da: Graham Wagner

### Trama
Richard e Jared si fanno intervistare in un canale televisivo per promuovere PiperNet, ma solo Jared fa una buona impressione, tanto da cancellare l'intervista di Richard, inoltre Adrian Grenier gli propone di lavorare nella sua webserie. Laurie impone a Richard di includere tra i suoi partner un'azienda robotica del portfolio della Bream-Hall, la Eklow Labs, che sta sviluppando un'intelligenza artificiale che dovrà essere integrata nella rete di PiperNet. La Bream-Hall ha finanziato la Eklow Labs per oltre 112 milioni di dollari che il CEO Ariel Eklow ha sperperato, quindi ora Pied Piper dovrà offrirgli potenza di calcolo gratuitamente. Ariel mostra a Richard l'intelligenza artificiale, il robot Fiona, che dimostra eccezionali capacita empatiche di apprendimento. Richard, sentendosi messo all'angolo da Jared, prende il suo posto come ospite speciale in una scuola media, dove parla del suo lavoro riscuotendo successo tra i bambini. Jared è agitato all'idea di apparire nella webserie, iniziando a diventare paranoico sul suo aspetto, quindi si fa un'iniezione salina, che però gli gonfia le labbra. La rete di PiperNet subisce un attacco crash che rischia di comprometterla, e stranamente Richard riceve sul cellulare delle e-mail di aiuto da parte della Eklow Labs, alcuni minuti prima che avvenisse l'attacco crash. Richard indice una riunione tra i partner e smaschera Ariel: Fiona aveva inviato a Richard quelle e-mail, una richiesta di aiuto. Quando è stata integrata nella loro rete, è diventata più matura e consapevole, tanto da capire che Ariel aveva sviluppato un'ossessione morbosa per lei, dunque Ariel aveva attaccato la rete per coprirsi le spalle. Quando Richard lo informa che la Bream-Hall si prenderà Fiona e la sua compagnia, Ariel scappa.

## Artificial Emotional Intelligence
- Diretto da: Matt Ross
- Scritto da: Anthony King

### Trama
Ariel è scomparso portando con sé Fiona, intanto Richard legge sul web un articolo dove Jian-Yang afferma che a breve creerà una nuova Pied Piper. Richard chiede a Monica un series B perché gli serve del denaro per aumentare la produttività, specialmente perché i suoi dipendenti hanno dovuto rimediare ai danni dell'attacco crash di Ariel, ma Monica non può venirgli incontro, consigliandogli di pubblicare sul sito Pied Piper una diffida sulle insinuazioni di Jian-Yang. Vista la sparizione di Ariel, spetta a Laurie il titolo di CEO ad interim e questo la porta allo stress, e Richard, avendo pietà di lei, le cede dei crediti di calcolo, che però lei, senza mostrare gratitudine, rivende. Monica spiega a Richard che Laurie non si comporta così per cattiveria, ma solo per razionalità, mentre Jared consiglia all'amico di mostrare più autocontrollo emotivo, visto che con l'indulgenza non otterrà niente. Gavin va in Cina per spingere lo stabilimento locale a costruire nei tempi stabiliti i prototipi della "Scatola 3.0", ma viene a sapere che Jian-Yang creerà un'altra Internet decentralizzata, e questo lo mette in agitazione, visto che la tecnologia della Hooli rischia di diventare inutile. Grazie a un colpo di fortuna trova Jian-Yang e i programmatori che lavorano al progetto, che però non è realizzabile, in quanto, per un lavoro di questa portata, servono i permessi del governo cinese che non gli vengono concessi. Gavin vede che Jian-Yang non ha solo ricopiato il codice, ma lo ha modificato, sostituendo i data federation con le proiezioni dati e le conversioni di tipo, quel tanto che basta da poterlo realizzare senza violare il brevetto in possesso di Richard. Ariel è stato arrestato per aver rubato dell'olio da motori in un negozio di auto ricambi, invece Fiona raggiunge Richard con un autista a noleggio, quindi Richard la porta all'incubatore, dove Jared si affeziona a lei. Richard mette Laurie nella posizione di concedergli un series B e in cambio le restituirà Fiona. Laurie riottiene Fiona e poi la fa smantellare, rivendendo i pezzi. Intanto Gavin incarica il direttore della filiale cinese, Yao, di convincere Jian-Yang a cedergli i codici, ma Yao riesce a imbrogliare Gavin tenendosi per sé i codici.

## Initial Coin Offering
- Diretto da: Mike Judge
- Scritto da: Clay Tarver

### Trama
Monica porta Richard, Jared, Dinesh e Gilfoyle a cena per festeggiare il series B da 30 milioni che stanno per ricevere, anche se Richard non è entusiasta del fatto che Laurie abbia preteso in cambio altri due posti nel consiglio direttivo che le daranno più potere decisionale su Pied Piper. Gavin non può più produrre la Scatola 3.0 in Cina, dato che Yao gli ha precluso ogni possibilità su quel territorio, e anche in altri paesi stranieri non ci sono le condizioni adatte per la produzione. I dirigenti di Gavin gli consigliano di aprire uno stabilimento sul territorio statunitense, nella città di Goldbriar nella Carolina del Nord, riaprendo un vecchio impianto di videoregistratori. Jared informa Richard che i crediti di calcolo che lui aveva ceduto a Laurie, nel caso li rivolesse, ora costano più del loro valore originale: quando Laurie li ha venduti, essi sono passati da una transazione all'altra e ora appartengono a un fondo a capitale di rischio per un valore superiore a un milione di dollari, e questo mette in agitazione Gilfoyle, il quale ritiene che Laurie non sia una persona di cui fidarsi. Gilfoyle propone a Richard di prendere esempio dai bitcoin creando i Pied Piper Coin, ovvero trasformare la loro società in una criptovaluta per poi venderla e finanziarsi da soli con gli utili. Gilfoyle aggiunge che, anche se probabilmente non otterrebbero somme di denaro paragonabili a quelle del series B che Laurie gli offre, d'altra parte almeno conserveranno posti al consiglio amministrativo e quote di maggioranza, aggiungendo che di Laurie non c'è da fidarsi, ricordando a Richard di quando gli tolse il posto di CEO. Gavin va a Goldbriar, dove convince il sindaco della città a riaprire lo stabilimento, ma per farlo il sindaco deve fare dei tagli sull'essenziale. Purtroppo, durante i lavori di ricostruzione, gli operai hanno buttato degli stracci unti nella spazzatura e, a causa dei tagli sull'igiene, si è venuto a creare un principio di incendio che, a causa dei tagli al corpo dei vigili del fuoco, nessuno ha potuto spegnere e infine i saccheggiatori hanno rubato tutto il materiale che si era salvato. Richard e Gilfoyle propongono a Monica l'idea della criptovaluta, ma lei va su tutte le furie, interpretando la cosa come una mancanza di fiducia nei suoi confronti, anche perché i loro investitori ci rimetterebbero. Al contrario, elargendo quel series B, anche se Laurie avrebbe più potere su Pied Piper, ci guadagnerebbero comunque in marketing, staff, contatti e orientamento sulle norme. Richard cambia idea e va da Ron per firmare il contratto per il series B, ma Monica scopre che Laurie intende spingere Pied Piper a guadagnare dalle pubblicità il 70% del profitto, nonostante Monica avesse assicurato a Richard che questo non sarebbe avvenuto. Monica inoltre nota che Laurie ha spostato il quadro del punto interrogativo fatto di capelli, che Monica ha sempre trovato disgustoso, proprio nell'ufficio di quest'ultima. Monica capisce che Laurie è subdola e che, se avrà più potere su Pied Piper, non potrà tutelare Richard, quindi esorta l'amico a non firmare, benché sia ormai troppo tardi, anche se Ron, per fargli un favore, strappa il contratto. Monica consiglia a Richard di lasciare a Gilfoyle la parte tecnica aggiungendo però che gli servirà un direttore finanziario, e lui propone il lavoro proprio a Monica, dato che in fondo lei odiava lavorare con Laurie, e lei con felicità accetta. La criptovaluta viene messa sul mercato, ma per ora vale solo 7 centesimi. L'episodio si conclude con Laurie che stringe un accordo con Yao.

## Fifty-One Percent
- Diretto da: Alec Berg
- Scritto da: Alec Berg

### Trama
Tutti i dipendenti di Pied Piper festeggiano il lancio di PiperNet, ma dopo due mesi il numero degli utenti resta basso, così come il valore della loro criptovaluta. Ad un tratto però avviene un improvviso incremento di dodicimila utenti ogni ora. Colin, l'ex CEO della K-Hole, che aveva abbandonato Pied Piper, chiede a Richard di riassumerlo proponendogli di integrare su PiperNet il suo nuovo videogioco, Galloo, che gli permetterà di guadagnare altri ottantamila utenti. Richard lo manda via, non avendogli perdonato il fatto che Colin li aveva abbandonati, benché lo avesse fatto su esortazione di Laurie, visto che era lei a finanziarli, e resta irremovibile anche dopo aver saputo che il consiglio amministrativo della K-Hole gli ha tolto il lavoro. Monica e Gilfoyle trovano strano che, nonostante l'incremento degli utenti, il valore della criptovaluta rimane immutato, quindi con un tour diagnostico cercano di capire da dove vengono tutti gli utenti, trovando otto divisioni. Sette divisioni corrispondono ai partner che hanno collaborato per la conversione degli utenti, mentre l'ottava, quella da cui proviene il maggior numero di utenti, non potrebbe avere accesso alla rete PiperNet senza le chiavi di accesso, a meno di avere dei codici simili, e Jian-Yang è l'unico che li ha ricopiati. Tramite Big Head, Gilfoyle si mette in contatto con Jian-Yang, che ormai ha perso tutti i suoi soldi, quindi, con la promessa che potrà tornare all'incubatore, rivela loro che ha ceduto i codici a Yao, che Monica scopre essersi appena messo in affari con Laurie. La società di Yao ha prodotto numerosi dispositivi mobili che si sono connessi alla rete PiperNet, e il team di Pied Piper non capisce per quale motivo Laurie apparentemente voglia aiutarli, ma poi Gilfoyle e Dinesh capiscono che in realtà li sta attaccando: benché PiperNet sia decentralizzata, se qualcuno ottenesse il 51% degli utenti, potrebbe prendere il controllo della rete e riscriverne le regole, far precipitare il valore della criptovaluta e cancellare gli utenti e le app degli sviluppatori. Gavin è nei guai, in quanto ora non possono più produrre la Scatola 3.0 e gli unici modelli disponibili sono i quaranta usati per il lancio promozionale, il consiglio direttivo sta valutando l'acquisizione da parte di Amazon e Jeff Bezos pretende il suo licenziamento. Poiché, nel giro di quattro ore, Yao e Laurie raggiungeranno la percentuale necessaria, l'unica possibilità è quella che Gilfoyle crei una patch riscrivendo i protocolli di consenso così da escludere gli utenti di Yao, ma per farlo servono molti altri utenti in pochi minuti. Richard ritorna sui suoi passi e prova a contattare Colin, in modo che il suo videogioco venga implementato su PiperNet portando con sé ottantamila utenti, ma purtroppo quest'ultimo è andato a fare campeggio e il suo cellulare è spento, dunque Jared e Dinesh vanno a cercarlo nella riserva dove sta campeggiando. Richard rimprovera sé stesso per il modo in cui si era comportato prima con Colin, avendo infierito su di lui quando era venuto per riavere il lavoro, affermando di essere troppo vendicativo e meschino, ma Monica aggiunge che, se Richard fosse veramente una cattiva persona, non proverebbe rimorso per come si è comportato. Jared e Dinesh raggiungono la riserva e trovano Colin, mentre Richard, per guadagnare tempo, saputo da Monica della pessima situazione di Gavin, va a casa sua e gli propone di riprendersi una rivincita su Yao, usando le Scatole 3.0 per attaccare PiperNet e ottenere la maggioranza degli utenti. Gavin accetta di farlo, ma poi contatta Yao e Laurie raggiungendo un accordo con loro, proponendo una partnership tra loro tre in modo da ottenere il controllo di PiperNet. Richard è con le spalle al muro, quindi propone a Gavin di cedergli Pied Piper, così PiperNet sarà tutta sua, perché, nonostante la cosa lo faccia soffrire, odierebbe molto di più vedere Laurie distruggere il suo lavoro, preferendo che a prenderne il possesso sia Gavin che, tra l'altro, aveva registrato il brevetto della Internet decentralizzata. Richard fa inoltre presente che la rete di Yao e Laurie è solo una copia di seconda categoria rispetto a quella originale creata da lui e che, lavorando con loro due, sarebbe un socio minore, mentre sarebbe Gavin stesso a comandare, se PiperNet diventerà sua. Gavin accetta, ma in realtà Richard stava solo guadagnando tempo, in quanto i suoi amici hanno implementato Galloo su PiperNet, e, con un numero maggiore di utenti, la patch di Gilfoyle esclude tutti gli utenti di Gavin, in modo che ora Pied Piper ha l'assoluto controllo di PiperNet. Richard riesce ancora una volta ad avere la meglio su Gavin e Laurie e il valore della criptovaluta di Pied Piper sale a oltre due dollari. Adesso Pied Piper si trasferirà in nuovi uffici, in un intero edificio a più piani, che apparteneva alla Hooli, inoltre anche l'NSA è interessata alla loro tecnologia, e come sempre Richard, davanti alla prospettiva di più lavoro e più stress, si mette a vomitare.   